# Pimentel (Szardínia)
Pimentel település Olaszországban, Szardínia régióban, Cagliari megyében. Lakosainak száma 1114 fő (2023. január 1.). Pimentel Guasila, Ortacesus, Samatzai és Barrali községekkel határos.

## Népesség
A település lakossága az elmúlt években az alábbi módon változott:
| Lakosok száma | 1173 | 1182 | 1114 |
|               | 2017 | 2018 | 2023 |